# Tre Ave Maria

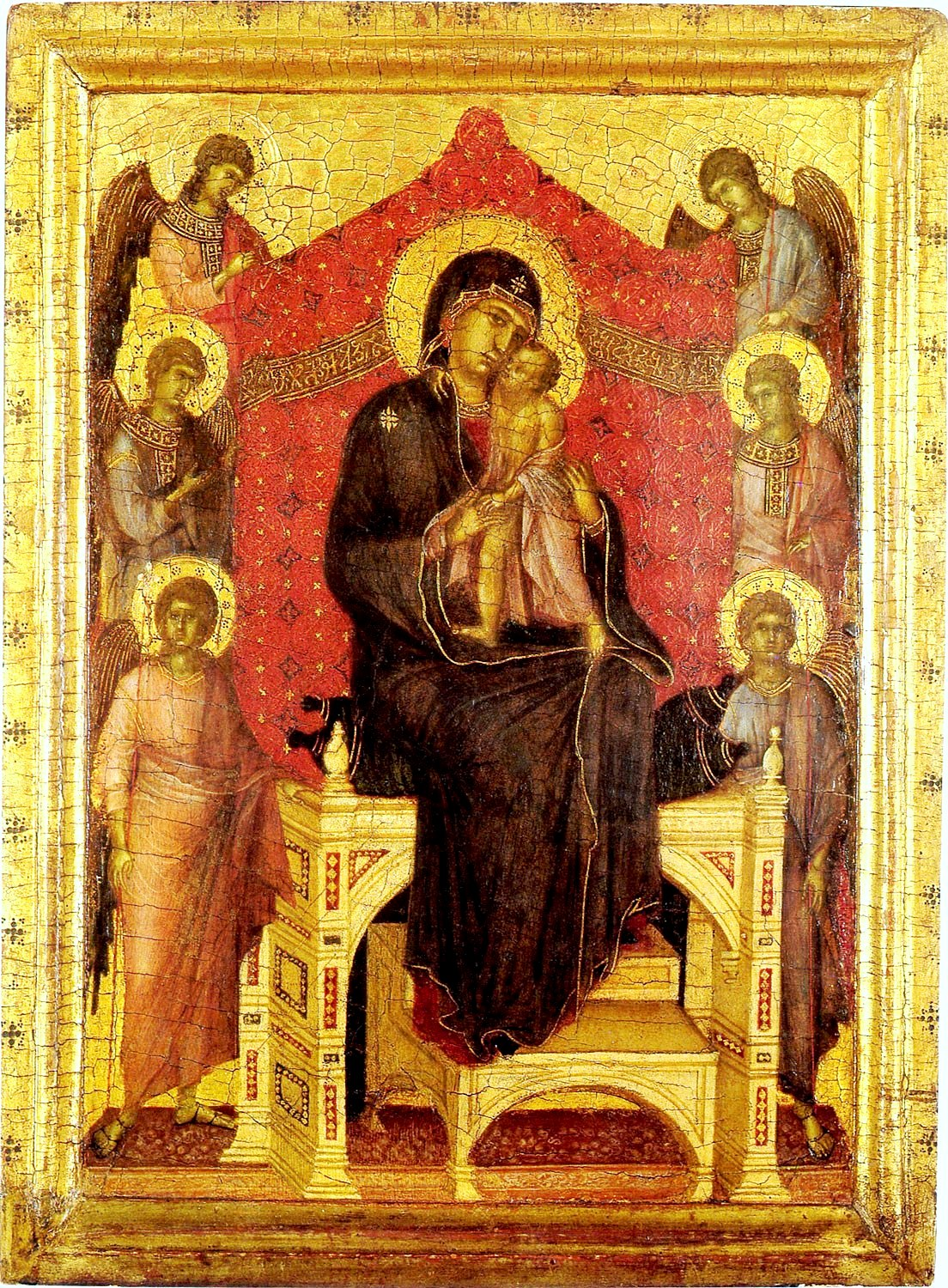
Madonna col Bambino con Angeli, Duccio di Buoninsegna, 1282

Le Tre Ave Maria sono una diffusa preghiera mariana nella religione cattolica occidentale. Questa devozione si deve a santa Matilde di Hackeborn, una confidente di una promessa della Madonna.

## Storia
La santa Matilde di Hackeborn, una monaca benedettina vissuta tra il 1240 e il 1298, riflettendo sul giorno della sua morte, chiedeva in preghiera alla Madonna di poterla assistere in quell'ultimo estremo e solenne momento della sua vita terrena.
Maria, che già in precedenza si era manifestata alla santa, acconsentì, a condizione che lei le recitasse quotidianamente tre Ave Maria, glorificando la Trinità, nel seguente ordine:
- La prima Ave sia per onorare Dio Padre che, per magnificenza della sua onnipotenza, esaltò con tanto onore l'anima mia, così che io sono, dopo di lui, onnipotente in cielo e in terra.
- La seconda sia per onorare il Figlio di Dio che, nella grandezza della sua inscrutabile sapienza, mi adornò e riempì di tali doni di scienza e intelletto che io godo di una visione della Beatissima Trinità maggiore di quella di tutti i santi e mi ha circonfuso di tanto splendore che io illumino, come sole raggiante, tutto il cielo.
- La terza sia per onorare lo Spirito Santo che ha infuso in me la pienezza della soavità del suo amore, e mi fece così buona e benigna che, dopo Dio, io sono la più dolce e mite.

Qualora Matilde avesse rispettato questi dettami, la Vergine le promise che "Nell'ora della morte io ti sarò presente, confortandoti e allontanando da te ogni forza diabolica. Ti infonderò lume di fede e cognizione, affinché la tua fede non sia tentata per ignoranza o errore. Ti assisterò nell'ora del tuo trapasso, infondendo nell'anima tua la soavità del divino amore, affinché tanto prevalga in te, ogni pena e amarezza di morte si tramuti, per l'amore, in cosa soavissima".
La promessa effettuata dalla Vergine Maria è una promessa che vale per tutti, basta che non sia recitata con malizia o con la volontà di continuare a peccare nel futuro.
Da circa un secolo a questa parte, questa pratica ha avuto una grande e rapida diffusione, anche grazie ad un frate cappuccino francese, padre Giovanni Battista di Blois, coadiuvato dai missionari. Egli iniziò a parlarne al congresso mariano di Lione nel 1900; tre anni dopo a quello di Friburgo e nel 1906 a quello di Einsiedeln. Tale diffusione fece sì che venne fondata una "Pia Unione della Pratica delle Tre Ave" e una rivista intitolata "Le propagateur des Trois Ave Marie" dove venivano raccolte alcune storie che accadevano grazie a questa promessa. In breve, dalla Francia tale devozione si diffuse in Italia, Spagna, Belgio, Germania, Svizzera e Canada.
Anche grazie alla sua diffusione e ai meriti di questa pratica, padre Giovanni Battista ricevette il plauso e la benedizione dell'allora pontefice papa Leone XIII, con il consiglio di recitare tale preghiera al termine di ogni messa. Tale rito terminò nel 1965 con il Concilio Vaticano II.
Durante la persecuzione religiosa in Messico il papa Pio X disse ad un gruppo di messicani venuti ad ascoltarlo in un'udienza: "La devozione delle Tre Ave Maria salverà il Messico". Inoltre, il pontefice Papa Benedetto XV pubblicò una lettera apostolica su "La pia opera della propagazione delle Tre Ave Maria".
Anche i pontefici Papa Giovanni XXIII e Papa Paolo VI impartirono speciali benedizioni a quanti ne propagavano il culto.

## La pratica
Dopo la morte di santa Matilde di Hackeborn, questa preghiera si diffuse molto, infatti la sua semplicità sta nel fatto di essere concentrata in tre Ave Maria. Per praticarla, viene suggerito di recitare ogni mattina o ogni sera tre Ave Maria, precedute dalle seguenti intenzioni:
- Maria, Madre di Gesù e madre mia, difendimi dal Maligno in vita e nell'ora della morte, per il potere che ti ha concesso l'eterno Padre.
  - Ave Maria, piena di Grazia, il Signore è con te. Tu sei benedetta fra le donne e benedetto è il frutto del tuo seno, Gesù. Santa Maria, Madre di Dio, prega per noi peccatori, adesso e nell'ora della nostra morte. Amen.
- Per la sapienza che ti ha concesso il divin Figlio.
  - Ave Maria, piena di Grazia, il Signore è con te. Tu sei benedetta fra le donne e benedetto è il frutto del tuo seno, Gesù. Santa Maria, Madre di Dio, prega per noi peccatori, adesso e nell'ora della nostra morte. Amen.
- Per l'amore che ti ha concesso lo Spirito Santo.
  - Ave Maria, piena di Grazia, il Signore è con te. Tu sei benedetta fra le donne e benedetto è il frutto del tuo seno, Gesù. Santa Maria, Madre di Dio, prega per noi peccatori, adesso e nell'ora della nostra morte. Amen.
- O Madre mia, preservami in questo/a giorno/notte dal peccato mortale.

Esistono inoltre degli schemi e delle giaculatorie ampliate, che aggiungono frasi iniziali e finali alla preghiera.

## Devoti alla preghiera
Negli anni molti furono i santi devoti alla preghiera delle Tre Ave Maria:
- Leonardo da Porto Maurizio (1676 – 1751)
- Alfonso Maria de' Liguori (1696 – 1787)
- Giovanni Battista de' Rossi (1698 – 1764)
- Gerardo Maiella (1726 – 1755)
- Clemente Maria Hofbauer (1750 – 1820)
- Curato d'Ars (1786 – 1859)
- Pierre-Julien Eymard (1811 – 1868)
- Giovanni Bosco (1815 – 1888)
- Gabriele dell'Addolorata (1838 – 1862)
- Leopoldo da Alpandeire (1864 – 1956)
- Gemma Galgani (1878 – 1903)
- Padre Pio da Pietrelcina (1887 – 1968)
- Pere Tarrés i Claret (1905 - 1950)